# المعهد الأمريكي للحديد والفولاذ
المعهد الأمريكي للحديد والفولاذ (بالإنجليزية: American Iron and Steel Institute)‏ (اختصاراً AISI) هو جمعية تطوعية لمنتجي الفولاذ في أمريكا الشمالية؛ ويعود تأسيسه إلى سنة 1855 في الولايات المتحدة؛ ولكن نظامه الداخلي وضع سنة 1908 وكان إلبرت غاري Elbert H. Gary، رئيس شركة فولاذ الولايات المتحدة أول رئيس له.
ساهم المعهد الأمريكي للحديد والفولاذ في وضع نظام تقييس لسبائك الفولاذ في دول أمريكا الشمالية؛ ومنذ سنة 1955 أوكل تلك المهمة إلى جمعية مهندسي السيارات الدولية.